# Poltavskij rajon (Oblast' di Omsk)
Lo Poltavskij rajon (in russo Полтавский район?) è un rajon dell'Oblast' di Omsk, nella Russia asiatica; il capoluogo è Poltavka. Istituito nel 1924, ricopre una superficie di 2.800 chilometri quadrati e consta di una popolazione di circa 23.000 abitanti.